# Gultyglad borstbulbyl
Gultyglad borstbulbyl (Bleda notatus) är en fågel i familjen bulbyler inom ordningen tättingar.

## Utbredning och systematik
Gultyglad borstbulbyl förekommer från Nigeria till Centralafrikanska republiken och Republiken Kongo samt på ön Bioko i Guineabukten. Tidigare inkluderades gulögd borstbulbyl (B. ugandae) i arten men denna urskiljs allt oftare som egen art.

## Status
IUCN kategoriserar arten som livskraftig.